# Yankee Hotel Foxtrot
Yankee Hotel Foxtrot es el cuarto álbum de estudio de la banda estadounidense de rock alternativo Wilco.  
Su lanzamiento fue confusoː el disco se finalizó en 2001 pero Reprise Records, una subsidiaria de Warner Music Group, se negó a lanzarlo al mercado; Wilco entonces adquirió los derechos del álbum poco después de abandonar el sello y en septiembre de 2001 lo colgó en su sitio web para streaming de forma gratuita. Después, en noviembre de ese mismo año, firmaron con Nonesuch Records y se lanzó de forma oficial y física el 23 de abril de 2002. 
Yankee Hotel Foxtrot fue bien recibido tanto por la crítica como por sus seguidores y es el álbum de la banda que más copias ha vendido con medio millón despachadas sólo en Estados Unidos. Se posicionó en lo más alto de la encuesta de críticos Pazz and Jop realizada por la revista Village Voice en 2002. El éxito de crítica ha perdurado y el disco apareció en varias de las listas de los mejores álbumes de la década de 2000 elaboradas por revistas especializadas. Es el primer disco en contar con el baterista Glenn Kotche y el último en contar con el multiinstrumentista y compositor Jay Bennett.

## Contexto

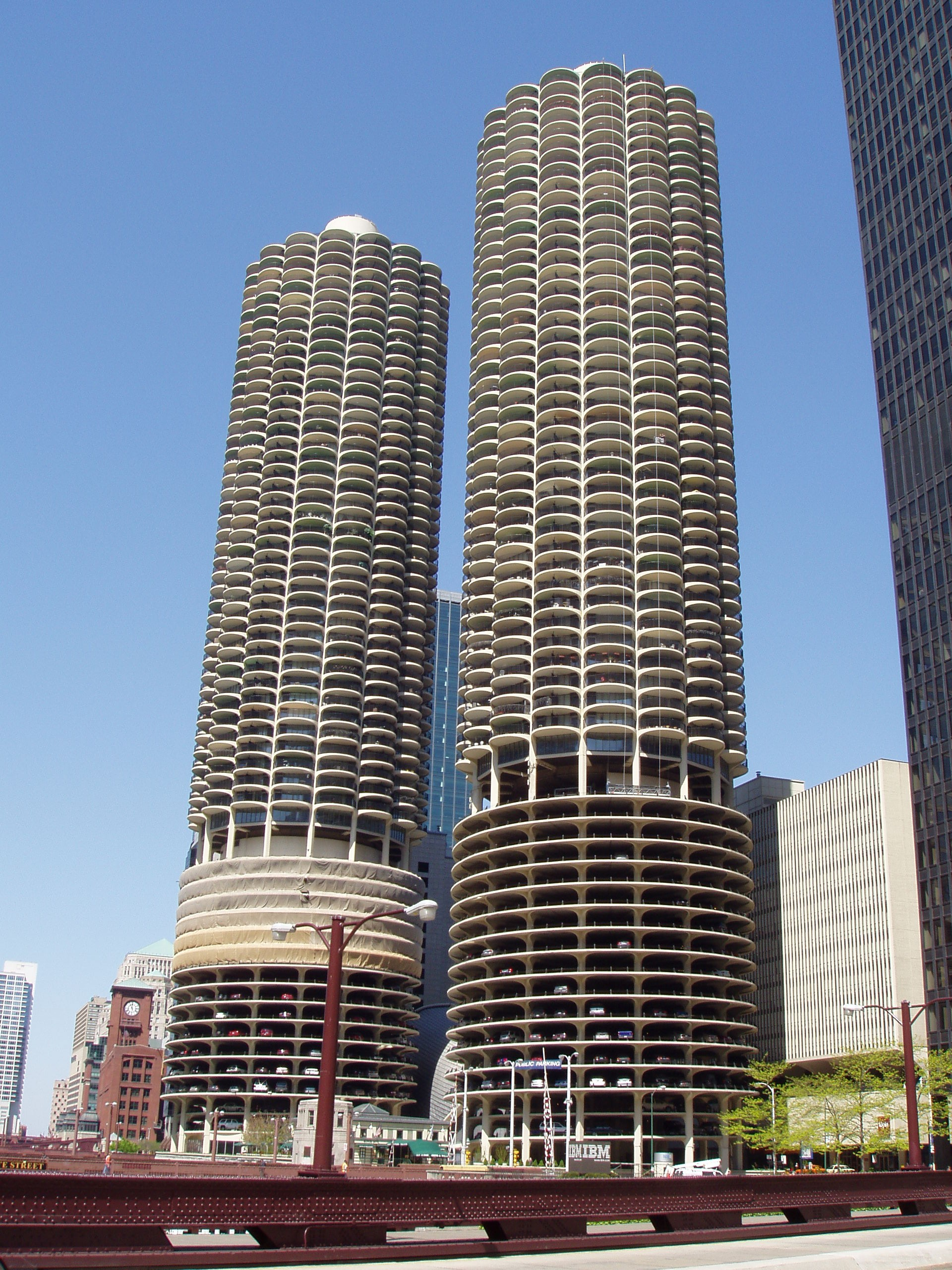
Las torres Marina City en Chicago inspiraron la portada del álbum.

En mayo de 2000, mientras Wilco se encontraba de gira promocional con Mermaid Avenue Vol. II, invitaron a Jeff Tweedy para tocar en el Noise Pop Festival de Chicago. El promotor le ofreció a Tweedy tocar con el colaborador del festival de su elección, y éste se decidió por el músico Jim O'Rourke. Tweedy escuchaba a menudo el disco de O'Rourke Bad Timing en el coche el verano anterior. O'Rourke, además de músico era un reconocido productor, con más de doscientas producciones en el momento de conocer a Tweedy. El productor recomendó al baterista Glenn Kotche y el trío actuó por primera vez en la sala de conciertos Double Door el 14 de mayo de 2000. Tweedy disfrutó tanto que sugirió que el trío grabase un disco juntos. Escogieron el nombre de Loose Fur y grabaron seis canciones ese mismo verano.
Hacia el fin de ese año, la banda había grabado suficientes demos para lanzar un cuarto disco de estudio (el título provisional era Here Comes Everybody), aunque no estaban contentos con algunas de las grabaciones. Tweedy lo atribuyó a la poca flexibilidad de Ken Coomer a la hora de tocar la batería. La banda decidió llamar a Glenn Kotche para acercarse al estudio y tocar con ellos. Wilco reemplazó oficialmente a Kotche en enero de 2001. La decisión fue de Tweedy, pero el resto de la banda estuvo de acuerdo casi inmediatamente.
Jay Bennett produjo el álbum completo junto a Chris Brickley y acordó con Tweedy que O'Rourke era la mejor opción para mezclarlo, después de un intento fallido de Bennett y Brickley con algunas canciones realizado en los estudios CRC y después de oír la «mezcla de prueba» realizada por O'Rourke. Uno de los conflictos, mostrado en el documental I Am Trying to Break Your Heart: A Film About Wilco, fue debido a la transición de diez segundos de duración entre «Ashes of American Flags» y «Heavy Metal Drummer». Bennett intentó explicar a Tweedy que había varias maneras de hacer dicha transición, pero Tweedy respondió que sólo quería que se arreglase y que no le interesaba cómo. Bennett se enfocó en las canciones de forma individual, mientras que Tweedy se concentraba en las cuestiones más conceptuales y globales del disco; una fórmula que había funcionado en los anteriores cuatro discos de la banda en los que también habían trabajado juntos. Para conseguir las metas musicales del grupo, Tweedy invitó a Jim O'Rourke al estudio para remezclar «I Am Trying to Break Your Heart» y los resultados impresionaron a la banda (incluso a Bennett), por lo cual pidieron a O'Rourke que remezclase el resto del álbum.
La portada del álbum consiste en una fotorgrafía de Marina City en la ciudad natal adoptiva de la banda, Chicago. Se nombró el disco de este modo en referencia a una serie de letras en el alfabeto fonético que Tweedy escuchó en el disco de Irdial The Conet Project: Recordings of Shortwave Numbers Stations. En la cuarta pista de dicho álbum una mujer repite las palabras yankee hotel foxtrot («foxtrot de hotel yanqui») numerosas veces y un extracto de ella se colocó en la canción «Poor Places». Irdial demandó a Wilco por una infracción de derechos de autor, pero se llegó a un acuerdo fuera de la corte. Tras que se finalizara el álbum, Tweedy decidió sacar a Bennett de la banda. El disco se terminó en 2001 y el cantante consideró que estaba listo para su lanzamiento.

### I Am Trying to Break Your Heart
El fotógrafo de Los Ángeles Sam Jones contactó a Wilco en 2000 para producir un documental sobre la creación de Yankee Hotel Foxtrot. Jones filmó cerca de ochenta horas de imágenes para I Am Trying to Break Your Heart, cuyo título proviene de la canción homónima del grupo que abre el disco, comenzando desde el día que Coomer fue echado de la banda. Las filmaciones se rebajaron a 92 minutos y la película se lanzó en los cines en 2002. En general, recibió críticas positivas.

## Rechazo de Reprise Records

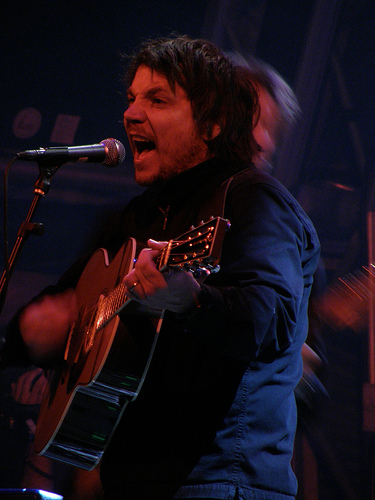
El cantante Jeff Tweedy durante un concierto de 2007.

En 2001, AOL se fusionó con Time Warner para formar AOL Time Warner. La cuota de mercado de Time Warner había descendido casi un cinco por ciento desde mediados de la década de 1990 y los nuevos ejecutivos despidieron a seiscientos miembros del personal. Uno de ellos era el presidente de Reprise Records Howie Klein, un gran defensor de Wilco en la discográfica. Su destitución hizo que el jefe representante de A&R David Kahne tuviera que decidir si lanzar o no Yankee Hotel Foxtrot. Kahne asignó al representante de A&R Mio Vukovic la tarea de monitorizar el progreso del álbum. Vukovic estaba intranquilo con respecto al disco debido a que pensaba que sus sugerencias no eran tenidas en cuenta. Kahne quería lanzar un sencillo del álbum, pero consideraba que ninguna de las canciones era apropiada para un lanzamiento comercial. En junio de 2001 se rechazó oficialmente y Vukovic aconsejó a la banda lanzarlo de forma independiente.
Josh Girer, el abogado de Wilco, pudo negociar la adquisición de los derechos que poseía Reprise. La banda conservaría los derechos del álbum si pagaban 50 000 dólares a la discográfica. Antes de que Wilco pudiera aceptar el trato, Reprise los convocó y cambió su oferta para darles los derechos de Yankee Hotel Foxtrot en forma gratuita. Pese a los esfuerzos de la compañía para mantener en privado la despedida de Wilco, el proceso se hizo público tras un artículo del Chicago Tribune que describía lo que había sucedido.
Wilco había planeado lanzar Yankee Hotel Foxtrot el 11 de septiembre de 2001, pero Tweedy no quería un cambio de discográfica para demorar significativamente su puesta a la venta. Algunas semanas después de su lanzamiento y de la partida de Jay Bennett, comenzaron a aparecer archivos de extensión .mp3 y todas las pistas del álbum comenzaron a aparecer en redes de distribución de archivos. Para reducir la piratería de archivos de calidad inferior y tener mayor control sobre la distribución del disco, el 18 de septiembre de 2001 Wilco subió un streaming del mismo a su sitio oficial. El sitio wilcoworld.net registró cerca de 50 000 visitas dicho día, ocho veces mayor que la cantidad diaria normal. El tráfico del sitio cuadruplicó el normal en los meses siguientes. Su siguiente gira fue un éxito a nivel económico y los miembros del grupo vieron a sus seguidores cantar con ellos las canciones no lanzadas del álbum.

## Lanzamiento con Nonesuch Records

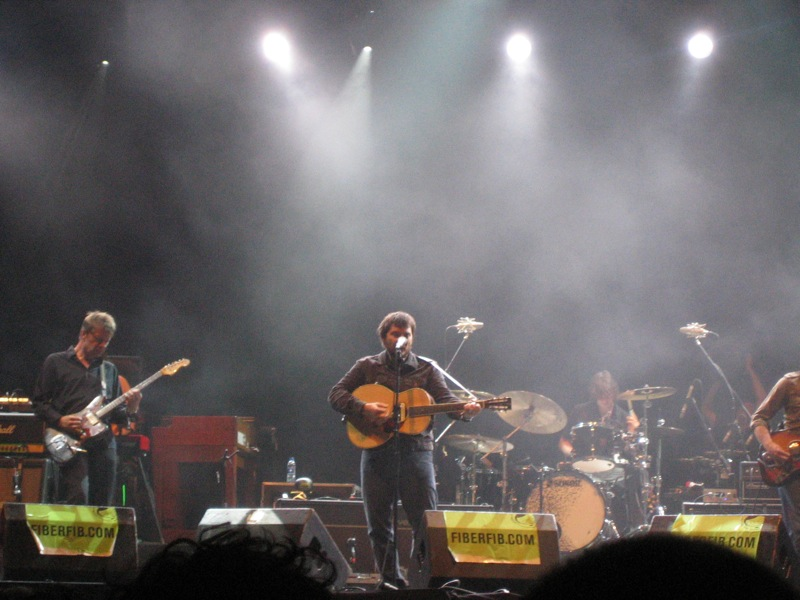
Wilco tocando en 2007.

Sellos discográficos independientes y grandes se interesaron por los derechos para lanzar Yankee Hotel Foxtrot, entre ellos, Artemis Records y Nonesuch Records. Tweedy rachazaba las ofertas de las discográficas que no contaran con una lista de artistas asociados de su gusto. Decidió ignorar a las pequeñas compañías independientes porque quería hacer llegar el disco a un gran público y consideraba que no serían capaces de producir más de 100 000 copias. 
Wilco decidió entonces firmar un contrato con la subidiaria de AOL Time Warner Nonesuch Records en noviembre de 2001 y basaron esta elección en su escaso tamaño en la atmósfera artística de la discográfica. La banda había grabado y producido el disco con Reprise, recibió gratuitamente los derechos y luego los vendió a un afiliado diferente de AOL Time Warner.
Yankee Hotel Foxtrot se lanzó en forma comercial a través de Nonesuch Records el 23 de abril de 2002 y vendió 55 573 copias en la primera semana tras su puesta a la venta, por lo que alcanzó el número 13 de la lista Billboard 200. Recibió un disco de oro otorgado por la Recording Industry Association of America y ha vendido más de 590 000 unidades.
El More Like the Moon EP (también llamado Bridge and Australian EP) se lanzó originalmente como un disco adicional en la versión australiana de Yankee Hotel Foxtrot. El EP posee seis canciones que se grabaron pero no se lanzaron en las sesiones de este álbum, además de otra versión de «Kamera». El primer aniversario de su puesta a la venta, Wilco subió el EP a su sitio oficial y lo ofreció gratuitamente para quienes habían adquirido el álbum. Más tarde, la banda permitiría a cualquiera descargarlo gratuitamente por este medio, sin importar si hubiera adquirido el álbum o no.

## Recepción
El álbum recibió reseñas positivas de medios tales como la revista Rolling Stone o la BBC. En la encuesta de críticos de Village Voice Pazz & Jop el álbum se eligió como el mejor del año. Brent Sirota de Pitchfork Media dio un puntaje de diez sobre diez al álbum y comentó que es «simplemente una obra maestra». David Fricke de Rolling Stone elogió su semejanza a la psicodelia mientras que el escritor de Allmusic Zac Johnson alabó su complejidad musical.
Trouser Press fue una de las pocas publicaciones que no dio una reseña positiva sobre el disco y afirmó que «más tiempo [dedicado a] escribir canciones podría haber aportado material más apropiado para el evidente esfuerzo en el estudio y habría acercado a Wilco a realizar un álbum verdaderamente genial». Robert Christgau concedió al disco una mención de honor de una estrella y afirmó que encontró las letras y el canto en general aburridos.
Aunque Yankee Hotel Foxtrot se grabó antes de los atentados del 11 de septiembre de 2001, lo críticos percibieron referencias a este acontecimiento a lo largo del álbum. Por ejemplo, Jeff Gordinier comparó las dos torres de Marina City con las torres del World Trade Center. El álbum se eligió como el 100º «mejor álbum de todos los tiempos» en una encuesta de la revista Q. Además, el álbum figura en el libro 1000 Recordings to Hear Before You Die escrito por Tom Moon y publicado en 2008.
Yankee Hotel Foxtrot figuró en muchas listas de los mejores álbumes de la década de 2000. La revista Rolling Stone lo colocó en el tercer puesto de su lista de los 100 mejores discos de la década de 2000 y comentó sobre él que «fue una mezcla de tradición rockera, instrumentación electrónica, ritmos raros y gestos experimentales: un nuevo vocabulario para una era abrumada y fragmentada». Pitchfork Media ubicó el álbum en el puesto número cuatro de los 200 mejores álbumes de dicha década. Dicho portal también colocó a las canciones «Poor Places» y «Jesus, Etc.» en los puestos número 147 y 61 respectivamente en su lista de las 500 mejores canciones de la década. La revista Paste lo nombró el segundo mejor disco de la década.

## Lista de canciones
Todas las letras escritas por Jeff Tweedy, toda la música compuesta por Jeff Tweedy y Jay Bennett, excepto donde se indique lo contrario. 
| N.º | Título                            | Música | Duración |  |
| 1.  | «I Am Trying to Break Your Heart» | Tweedy | 6:57     |  |
| 2.  | «Kamera»                          |        | 3:29     |  |
| 3.  | «Radio Cure»                      |        | 5:08     |  |
| 4.  | «War on War»                      |        | 3:47     |  |
| 5.  | «Jesus, Etc»                      |        | 3:50     |  |
| 6.  | «Ashes of American Flags»         |        | 4:43     |  |
| 7.  | «Heavy Metal Drummer»             | Tweedy | 3:08     |  |
| 8.  | «I'm the Man Who Loves You»       |        | 3:55     |  |
| 9.  | «Pot Kettle Black»                |        | 4:00     |  |
| 10. | «Poor Places»                     |        | 5:15     |  |
| 11. | «Reservations»                    | Tweedy | 7:22     |  |

## Créditos
| Wilco - Jeff Tweedy – voz, guitarra - Jay Bennett – guitarra, teclado, voz, batería, bajo eléctrico, ingeniero de sonido, mezcla - John Stirratt – bajo - Ken Coomer – batería - Glenn Kotche – batería (reemplazo de Coomer) | Personal adicional - Leroy Bach – instrumentación adicional - Fred Lonberg-Holm – violonchelo - Steve Rookie – masterización - Chris Brickley – ingeniero de sonido, mezcla - Jim O'Rourke – ingeniero de sonido, mezcla - Wilco – producción - Sam Jones – fotografía |

Los créditos provienen de las notas del álbum